# محب‌علی‌لو (خداآفرین)
محب‌علی‌لو یکی از روستاهای استان آذربایجان شرقی است که در دهستان بسطاملو شهرستان خداآفرین واقع شده‌است.